# イデモチ
イデモチは、熊本県球磨郡に伝わる水の妖怪。
さかま淵という淵の主で、腹部に吸盤があり、これによって人間を捕まえてその命を奪うという。淵の中に障子が立てられており、その中に棲み付いているとの説もある。
名称は球磨郡で「淵の王」を意味する。